# Liste des seigneurs de Valangin
La seigneurie de Valangin (de vallis angina car la ville s'élève dans l'étranglement de la vallée), qui jusqu'au Xe siècle se partageait entre le comté de Vaud et celui de Bargen, s'étendait sur le Val-de-Ruz pour la partie la plus importante, le vallon de La Sagne et la vallée de La Chaux-de-Fonds.

## Histoire
Ce fief était, dans un premier temps, le chef-lieu d'une seigneurie appartenant à une famille du même nom. À partir de 1236 il relevait non seulement des comtes de Neuchâtel mais aussi de ceux de Montbéliard. Plusieurs actes en font foi, le premier de 1283, au autre de 1317 et un dernier de 1333. Valangin subissait donc une double vassalité. Thierry III de Montbéliard, descendant direct d'Amédée Ier de Montfaucon qui avait épousé une fille de Mangold Ier de Fenis, remettait en 1234 en alleu à l'évêque de Bâle son château et sa ville de Blamont pour lui reprendre en fief. En 1300 l'évêque rendait Blamont au comte de Montbéliard en échange de Valangin, le résultat de ces transactions faisaient que Jean Ier de Valangin se voyait vassal de Montbéliard et arrière-vassal de l'évêque de Bâle. Valangin était entré dans la famille de Neuchâtel par Ulrich III de Neuchâtel-Nidau qui la transmettait à ses fils Berthold Ier de Neuchâtel-Strassberg et Ulrich IV de Neuchâtel-Aarberg. C'est ce dernier qui assurera la lignée de la maison transmettant ce domaine à son fils Jean Ier de Valangin.

## La première lignée de seigneurs
Berthold de Valangin, (? - 1160), premier seigneur de Valangin connu. En 1136 il bâtit le château de Valangin et entreprend le défrichage des terres de Valangin en commençant par édifier le village de Fenin, dans le Val-de-Ruz, qui était plus proche de Neuchâtel. 
Mariage et succession :

Son épouse est inconnue, il a :
- Eberhard qui suit,
- Nicolas, (? - 1175).

Eberhard de Valangin, (? - 1181), seigneur de Valangin à partir de 1161.
Mariage et succession :

Son épouse est inconnue, il a :
- Gebardt qui suit,
- Thierry, (? - 1195), il a un fils nommé Renaud qui devient seigneur de Valangin après le décès de son oncle.

Gebardt de Valangin, (? - 1194), seigneur de Valangin, il décède sans descendance, ses terres reviennent à son neveu Renaud.
Renaud de Valangin, (? - 1232), seigneur de Valangin.
Mariage et succession :

Son épouse est inconnue, il a Guillaume qui suit.
Guillaume de Valangin, (? - 1236), seigneur de Valangin. En 1232 il refuse de prêter l'hommage féodal à Berthold Ier de Neuchâtel pour la seigneurie de Valangin ce qui incite, en 1236, Berthold à venir à main armée forcer Guillaume à se reconnaître comme son vassal. Peu de temps après Guillaume décède sans enfants. Valangin revient donc aux comtes de Neuchâtel en la personne d'Ulrich IV de Neuchâtel-Aarberg, fils Ulrich III de Neuchâtel.

## La Maison de Neuchâtel
Ulrich IV de Neuchâtel-Aarberg,  (? - 20 septembre 1276/79),, comte d'Aarberg, seigneur de Strassberg (qui était un château situé près de Büren an der Aare), d'Illens, d'Arconciel et de Valangin. Il est le fils d'Ulrich III de Neuchâtel-Nidau. Avant 1251 il échange avec son frère Berthold Ier de Strassberg la seigneurie de Strassberg contre Valangin.
Mariage et succession, :

Il épouse Agnès (ou Agathe), dame de Montfaucon, fille de Thierry III de Montbéliard et d'Alix, fille de Frédéric II de Ferrette, de qui il a :
- Guillaume de Neuchâtel-Aarberg, (? - 1323), comte d'Aarberg,
- Jean Ier qui suit,
- Ulrich, (? - 1329), co-seigneur d'Arberg et de Valangin, prévôt de Bâle,
- Thierry, (? - 1304), co-seigneur d'Arberg et de Valangin,
- Agnès,
- Marie.

Jean Ier de Neuchâtel-Valangin, dit "Jean d'Aarberg", (? - 1331),. Seigneur-comte de Valangin de 1276 à 1331 en association avec ses frères Ulrich et Thierry qui décèderont avant lui, bailli d'Uri, de Schwyz et d'Unterwald en 1323 (ceux-ci seront les cantons fondateurs de la Suisse).
De par le jeu des héritages et des inféodations les comtes de Montbéliard et l'évêque de Bâle Pierre d'Aspelt avaient des droits sur Valangin. Quelques années après qu'il a succédé à son père, Jean Ier et ses frères Ulrich et Thierry, tous deux co-seigneurs de Valangin, s'élèvent contre leur suzerain et parent Rodolphe IV de Neuchâtel. L'objet du litige est la volonté des trois frères, avec l'approbation de Rodolphe II de Neuchâtel-Nidau et de Guillaume de Neuchâtel-Aarberg, de remettre la suzeraineté de leur fief à l'évêque de Bâle afin de s'émanciper de la tutelle des Neuchâtel et à cette fin ils déclarent "que pour mieux se garder et maintenir, ils donnent leur forteresse que giet à Valangin, que l'on appelle la Nueveville, ensemble tous les biens et droitures et toutes appartenances, ainsi que les fossés l'ont enclose, en franc-alleu à l'évêque de Bâle et à son église". En désaccord total avec eux Rodolphe IV de Neuchâtel entreprend une expédition sur les terres de Valangin qui se traduira par la destruction de la ville de La Bonneville le 28 avril 1301.
Quelques années plus tard, sans doute lassé de ses querelles qui n'en finissaient plus, Jean Ier se rapprochait de son suzerain le comte de Neuchâtel et en 1316 il s'alliait avec lui contre l'évêque de Bâle, alliance qu'il renouvellera en 1325.
En 1326 il accorde des habergements (concession d'une terre) à des particuliers, cet acte suit les concessions qu'il avait accordées en 1291 avec son frère Thierry à des habitants de Genève venus s'installer sur ses terres et qu'ils avaient accueillis en « franc-habergement », ces hommes et ses femmes allaient être à l'origine de trois villages : Genevey-sur-Saint-Martin, Les Geneveys-sur-Coffrane et Geneveys-sur-Fontaine.
Mariage et succession :

Il épouse Jordane, fille de Pierre ou Rodolphe d'Oron, de qui il a :
- Gérard qui suit,
- Vauthier, (? - 21 octobre 1346/49), prévôt de Moutier-Grandval,
- Isabelle, (? - 1351), elle épouse Herman de Cressier, (? - 1350) puis Jean de Gruyères, (? - 16 janvier ou 12 février 1369/71), seigneur de Montsalvens et co-comte de Gruyère (il est le frère de Pierre IV de Gruyère),
- Béatrice (? - 17 novembre 1349), religieuse à Engelberg,
- Jacquette/Jacqueline (? - ?), religieuse à Engelberg.

Gérard de Neuchâtel-Valangin, dit "Gérard d'Aarberg", (? - Laupen 21 juin 1339),. Seigneur de Valangin, lieutenant général de la Haute-Montagne pour l'empereur Louis IV du Saint-Empire, c'est à ce titre qu'il est chargé, par l'empereur, de recouvrir sur les villes de Berne et de Soleure une somme de trois cents marcs d'argent. Devant le refus de ces deux villes, Girard, aidé de Rodolphe IV de Neuchâtel-Nidau, engage un combat contre Berne (Guerre de Laupen) où Girard est tué.
Mariage et succession, :

Il épouse le 10 juin 1325/30 Ursula, (? - vers 1367), fille de Marcuard/Marquard de Hasembourg (ou d'Asuel), de qui il a :
- Jean II qui suit,
- Jordane, (? - 1377), elle épouse Jean (ou Henmann) Huss d'Isenheim, (? - 1398).

Jean II de Neuchâtel-Valangin, (1334 - 13 mars 1383/1406),. Comte d'Aarberg et seigneur de Valangin. Âgé de 5 ans, lors du décès de son père, il doit attendre ses 15 ans pour prendre possession de son héritage et en attendant est placé sous la tutelle de son oncle Louis Ier de Neuchâtel. Il accorde leurs franchises à Valangin en 1352 après avoir obtenu de nouvelles terres de la part de Louis Ier de Neuchâtel, puis à La Sagne dix ans plus tard. À la mort de Marguerite de Wolhusen, comtesse de Strassberg, en 1366, il reprend l'avouerie (charge de l'avoué : personne chargée de la protection et de la représentation juridique d'une institution ecclésiastique) et la cour de Russwyl.
Mariage et succession, :

Il épouse le 12 mai 1355 Mahaut/Mathilde (? - 1410/12), fille de Thiébaud V de Neuchâtel-Bourgogne et de Jeanne de Chalon, de qui il a :
- Bernard,
- Guillaume qui suit,
- Jean, (? - 1453/55),
- Jeanne, elle épouse Othon de Stauffen,
- Marguerite, (? - 1427), elle épouse Guillaume de Montricher.

Guillaume de Neuchâtel-Valangin, (vers 1378 - 5 juillet 1427/36),,. Comte d'Aarberg et seigneur de Valangin. En 1401 il renouvelle le traité d'alliance fait avec la ville de Berne et en 1411 il rend l'hommage féodal à Conrad IV de Furstemberg, alors comte de Neuchâtel, c'est là son premier acte le plus important dans lequel il prend le titre de comte d'Aarberg. 
Mariage et succession, :

Il épouse le 13 novembre 1407 Jeanne dame héritière de Beaufremont (1380 - 1436), fille de Philibert de Bauffremont et d'Agnès de Jonvelle, de qui il a :
- Jean III qui suit,
- Humbert, (? - 1417/27),
- Agnelette ou Annette,
- Marguerite,
- Isabelle, (? - 1442), chanoinesse de Seckingen.

D'une relation hors mariage il a Marguerite qui épouse Jean Ruchemant.

Jean III de Neuchâtel-Valangin, (vers 1410 - 1497),. Seigneur de Valangin et d'Aarberg, baron de Bauffremont. Encore jeune à la mort de son père il vient en Franche-Comté finir son éducation. À la tête de ses seigneuries il confirme les franchises de Valangin et en accorde aux habitants des montagnes en 1464.
Pendant longtemps il ne peut entrer en possession de Bauffremont que le (prénom ?) Comte de Vaudémont, neveu de Pierre de Bauffremont (naissance/mort /père manquent) dernier du nom, lui dispute. Il faut une ordonnance de Charles VIII pour que le 16 avril 1486 Jean III soit dédommagé de son préjudice. En 1443, à Dijon, il participe au Pas de l'Arbre Charlemagne (exercice de joute consistant à défendre un « pas » ou passage contre quiconque relève le défi) au cours duquel il concourt onze fois contre Louis de la Basine de Bermette. En 1452 il part pour Jérusalem en compagnie de Guillaume VII de Chalon-Arlay, quelques années avant sa mort il en fait le récit sur la requête du fils de Guillaume.
Mariage et succession, :
 
Il épouse en 1430 Louise, (? - 1478), fille de Jean Ier de Neuchâtel-Vaumarcus et d'Antoinette de Bierre, de qui il a :
- Guillaume II qui suit,
- Claude qui suivra,
- Marie, elle épouse le 12 juillet 1451 Diétrich (ou Didier) Ier de Thuillières-Montjoie (? - 1490),
- Jacobée/Jacqua/Jacquette, (? - 1455/70), elle épouse Adrien de Bubenberg (vers 1431/35 - août 1479/1506), seigneur de Spietz, Mannenberg, Strättlingen, ils eurent Dorothée, (12 août 1455 - 26 juin/juillet 1516) qui épouse en 1470 Jean-Albert de Mulinen, (? - 20 février 1517), seigneur de Castellen, Rauhenstein et Schinznach,
- Catherine, (? - 1481), elle épouse en 1467 Pierre de Bauffremont, seigneur de Mirebeau, petit-fils de Philibert de Bauffremont
- Théobalde, (? - 1477), elle épouse Louis de Glérens,
- Isabelle, elle épouse Jean de Gruyère.

Guillaume II de Neuchâtel-Valangin, (? - 1475/83),. Seigneur de Valangin et de Givry.
Mariage et succession : 
Il épouse en 1466 Jeanne Alix/Alice, fille de Jean de Chalon-Arlay-Vitteaux et de Jeanne de La Trémoïlle-Joigny, de qui il n'a pas d'enfants.
Il a un enfant illégitime : Claude (1473 - 10 juin 1524), dit « Claude des Pontins », écuyer puis seigneur de Pontines (nom dérivé de Pontin donné au fief qu'il tenait à Valangin même et qui consistait en une maison construite en partie sur la Sauge) et lieutenant général de la seigneurie de Valangin. Claude épouse en 1505/09 Perrenette/Perrine de Blayer de Bariscourt, (? - 1540) de qui il aura : 
- Gaspard,
- Balthazar,
- Claude, (1510 - 1570/80), il épouse en 1543 Anne, dame de Mandeure et de Trévillers, fille de Jacques de Dardenet et de Catherine de Cœuve, sa descendance donnera naissance à Louise d'Arberg épouse de Dominique Louis Antoine Klein,
- Il a aussi un enfant illégitime nommé Melchior (? - 1546).

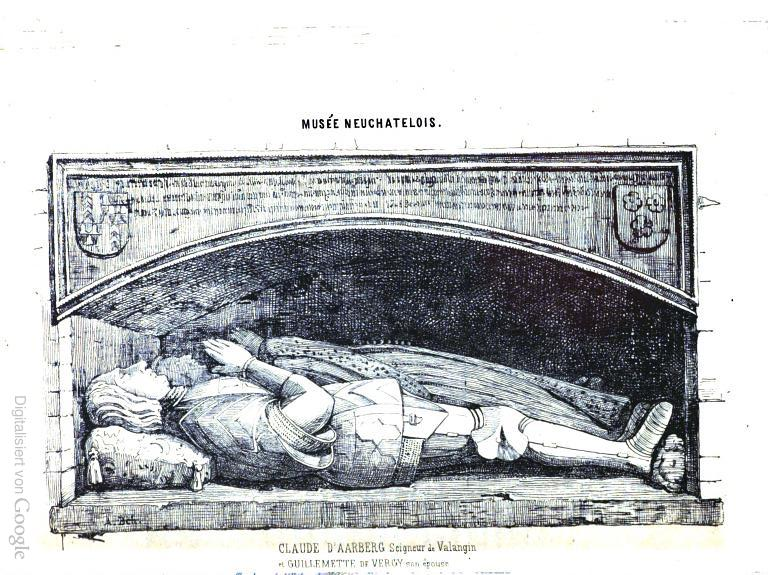
Claude d'Aarberg et Guillemette de Vergy.

Claude de Neuchâtel-Valangin, (1447 - 31 mars 1517/18). Seigneur de Valangin et baron de Bauffremont après le décès de son frère Guillaume, conseiller et chambellan du roi de France. Bon et aimé de son peuple il ne les oublie pas dans son testament où, entre autres, il stipule que : "...Les vieux serviteurs pauvres et hors d'état de servir seront nourris et habillés pendant le reste de leur vie... on mariera cinq pauvres filles de la seigneurie de Valangin, en leur donnant vingt livres petite monnaie et une robe, et autant dans la seigneurie de Boffremont, en leur donnant seize francs de Lorraine et cinq florins d'or du Rhin pour une robe...On donnera à chaque pauvre, tous les jours, pendant une année, une soupe, un morceau de pain, de la viande et un tiercette de vin ; de plus, on leur distribuera à dîner et à souper et leur donnera cinq deniers petits dans ses deux seigneuries de Valangin et de Boffremont...Pendant une année, à partir de son décès, on donnera l'aumône à toutes personnes pauvres et ladres qui se présenteront...On cherchera cinq pauvres femmes pécheresses qui veulent se retirer de leur mauvais train de vie, on leur procurera des moyens d'existence et on les mariera...".
Mariage et succession :

Il épouse le 24 mai 1472 Guillemette, (1457 - Valangin le 13 juillet 1543), fille de Jean de Vergy et de Paule de Miolans, de qui il a :
- Louise, (? - 31 mars 1518/19), comtesse de Valangin, elle épouse le 2 février 1502 Philibert, comte de Challant, (? - juin 1517/18) originaire de la Vallée d'Aoste, ils auront René qui suit.

Il semble avoir un enfant illégitime nommé Claude, (cité de 1541 à 1559). Ce dernier habite et détient du chef de sa femme la seigneurie de Mandeure en Franche-Comté. En 1956 décède Raoul dernier descendant de Claude de Neuchâtel-Valangin. 
René de Challant, (1504 à Issogne dans la Vallée d'Aoste - 11 juillet 1565 à Ambronay dans le département de l'Ain). Pair du duché de Savoie et comte de Challant, chevalier de l’ordre de l’Annonciade, comte d'Aarberg, comte souverain avec le rang de prince de Valangin dès 1518, baron de Bauffremont (en Lorraine), baron d’Aymavilles et de Chatillon, seigneur de Graines (Saint-Martin, Ayas, Brusson, Gressoney et sa vallée), Andorno, Surpierre Issogne, Ussel, Saint-Marcel, Verrès, Virieu-le-Grand et Coligny. 
Mariages et succession :

Il épouse en premières noces le 4 août 1522 Blanche-Marie, (? - 20 octobre 1526), fille de Giacomo Gaspardone/Scapardone et de Margherita degli Inviziati, puis en secondes noces à Chambéry le 7 janvier 1528 Mencie/Mécia, (? - Verceil 3 septembre 1558), fille de Dinis de Portugal (Denis de Bragance) et de Beatriz de Castro Osorio, puis en troisièmes noces à Chambéry en mai 1561 Marie, (? - morte en couches au Château d'Issogne le 24 mars 1563), fille de Jean de La Palud et enfin en quatrièmes noces en juin 1563 Péronne/Perrette, (? - morte en couches au Château d'Issogne en avril 1564), fille de Charles de La Chambre et d'Isabeau Mareschal. Du second mariage il a :
- Philiberte qui suit,
- Isabelle, (1530/31 - Turin le 14 février 1596), comtesse de Challant, elle épouse le 1er octobre 1557 à Pavie Jean-Frédéric Madruzzo de Trente (? - 1586), comte d'Avy, qui deviendra en 1568 le 6e comte  de Challant.

Philiberte de Challant, (1528 - 1589). Seigneur de Valangin de 1565 à sa mort, dame de Bauffremont. En tant qu'ainée Philiberte aurait dû hériter automatiquement de la seigneurie, mais ayant été déshéritée par son père c'est donc Isabelle qui fait valoir ses droits. Dès son investiture elle entre en relation avec Berne pour lui vendre la seigneurie. Dans le même temps sa sœur intrigue auprès de Léonor d'Orléans, comte de Neuchâtel, pour faire reconnaitre son droit d'aînée ce que fit le conseil de Neuchâtel.
Mariages et succession :

Elle épouse à Turin en août 1565 un noble milanais, Guiseppe Tornielli de qui elle a Joachim-Charles-Emmanuel comte de Valangin et de Challant.

### Sources
- Manuel généalogique pour servir à l'histoire de la Suisse, Tome I, Zurich, Société suisse d'héraldique, 1908 (lire en ligne), p. 102 et 103, 122 à 126
- Georges Auguste Matile, Monuments de l'histoire de Neuchatel, Volume 2, Attinger, 1848 (lire en ligne), p. 1216
- Frédéric-Alexandre de Chambrier, Histoire de Neuchâtel et Valangin jusqu'à l’avènement de la maison de Prusse, C. Attinger, 1840 (lire en ligne)
- George-Auguste Matile, Histoire de la Seigneurie de Valangin jusqu'à sa réunion à la Directe en 1592, C. Attinger, 1852 (lire en ligne)